# Ziegler-Nicholsmetoden
Ziegler-Nicholsmetoden är en heuristisk metod som används för att optimera en PID-regulator och är en så kallad frekvenssvarsmetod. Metoden introducerades under 1940-talet av John G. Ziegler och Nathaniel B. Nichols, och har fördelen att den inte kräver tidskrävande beräkningar och/eller omfattande empirisk utprovning. Z-N ger en snabb, aggressiv reglering lämplig för snabba förlopp, som håller ÄR-värdet nära BÖR-värdet även vid varierad last, med nackdelen att regleringarna ofta blir instabila (oscillerande), och att styrdonen sätts i konstant arbete vilket leder till förslitning. I praktisk användning kan Kp och Td halveras medan Ti dubbleras för en lugnare reglering, som sedan kan justeras upp vid behov.

## Tillvägagångssätt
För att använda sig av formlerna måste man först ta fram den kritiska förstärkningen(Kp0) samt mäta den kritiska periodtiden(T0).
- Stäng av I- och D-delarna i regulatorn.
- Sätt in  P-delens förstärkning (P) till 0.
- Ställ in önskat börvärde (SP).
- Sätt regulatorn i automatik.
- Öka sakta värdet på P tills självsvängning precis uppstår vid störning (ändrat BÖR-värde).
- Värdet du nu har på P är Kp0, den regulatorförstärkning då självsvängning uppstår.
- Mät nu våglängden (räknad i sekunder) för svängningarna med oscilloskop för att få fram T0.

## Formler
Formler för att beräkna parametrarna för P-, PI-, PD- och PID-regulatorer.
|    | P          | PI                | PD            | PID 1)        |
| Kp | Kp0 x 0,5  | Kp0 x 0,45        | Kp0 x 0,8     | Kp0 x 0,6     |
| Ti | Frånslagen | Kp / (T0/ x 0,85) | Frånslagen    | Kp / (T0 / 2) |
| Td | Frånslagen | Frånslagen        | Kp x (T0 / 8) | Kp x (T0 / 8) |

1) Gäller vid idealstruktur av PID-blocket, vid seriestruktur halveras värdena.

## Vidareutveckling
Ziegler-Nichols har nackdelen att den inte beräknar hur stor störning som ska göras, vilket är problematiskt vid praktisk tillämpning på en löpande process. En för liten störning "försvinner" i det normala signalbruset, medan en för stor störning riskerar att ge en självförstärkande pendling som snabbt löper ur kontroll och kan ge stora skador i anläggningen. Lars-Erik Andersson vid Reglertekniska ingenjörsbyrån införde därför Δ-variablen till metoden, där ΔUT är den önskade ändringen av styrsignalen, ΔSP storleken på störningen i form av ändrat börvärde och FP är förstärkningen: ΔSP = ΔUT / FP. Vid ΔUT på 5% påverkas vanligen produktionen försumbart, men somliga processer (t.ex. massakvarnar) är känsliga  och kräver att operatör och processansvarige involveras när ΔUT ska bestämmas.